# Nol (przystanek kolejowy)
Nol (szwedzki: Nol station) – przystanek kolejowy w Nol, w Gminie Ale, w regionie Västra Götaland, w Szwecji. Znajduje się na Vänerbanan, tuż przy autostradzie E45. Stacja została otwarta 31 maja 1877 i działała do 21 maja 1970.
Nowa stacja w formie przystanku kolejowego została otwarta 9 grudnia 2012 i jest obsługiwana przez pociągi podmiejskie z Göteborga do Älvängen. Jest on podobny do innych stacji w gminie Ale, posiada dwa perony, które są połączone kładką dla pieszych, przechodzącą nad autostradą i łączy perony z miejscowością.

## Linie kolejowe
- Vänerbanan